# Tanja Braun
Tanja Braun is een Nederlands journaliste.
Braun volgde de School voor Journalistiek (SvJ) in Utrecht en kwam in 1992 in dienst bij de NOS, eerst als stagiair op de redactie van het programma NOS-Laat. Toen in datzelfde jaar dit programma ophield te bestaan, werd Braun gevraagd om bij de NOS te blijven om mee te werken als bureauredacteur voor het NOS Journaal. Later werd ze voor deze rubriek verslaggever binnenland. Ook heeft ze korte tijd bij Nieuwsuur gewerkt.
In 2023 vertrok ze bij de NOS. Op 21 maart dat jaar werd in het Achtuurjournaal de laatste reportage van Braun voor die omroep uitgezonden. 
Vanaf 2013 keerde ze een aantal malen terug bij de School voor Journalistiek als jurylid bij pitches waarin eerstejaarsstudenten hun reportages vertoonden.